# Твртко II
Твртко II (сербохорв. Стефан Твртко II Котроманић / Stjepan Tvrtko II Tvrtković, ум. 1443) — король Боснии (1404—1409); (1421—1443). Незаконный сын Твртко I; вёл продолжительную борьбу (1396—1404) за боснийский престол со знатью, избравшей в короли Стефана Остою, с самим Остоей и, наконец, с Сигизмундом Венгерским. Лишь при помощи князя Хрвое Вукчича Твртко стал королём Боснии. Этим объясняется и его зависимость в некоторых случаях от Хрвои. Вообще, Твртко жил в мире с соседями; туркам платил дань; православным и патаренам покровительствовал. Народ называл Твртко справедливым.